# Джоел Марк Подольний
Джоел Марк Подольний — американський соціолог . Раніше був деканом Єльської школи менеджменту, зараз він є деканом Університету Apple (внутрішнього корпоративного навчального центру для співробітників Apple) і віце-президентом фірми. Раніше він був віце-президентом з кадрів.

## Освіта
Подольний — випускник 1982 року середньої школи Святого Ксаверія в Цинциннаті. Він отримав ступінь бакалавра (з відзнакою), магістра та доктора філософії Гарвардського університету .

## Кар'єра
Подольний працював на факультеті Стенфордської вищої школи бізнесу протягом 11 років, будучи старшим заступником декана протягом останньої частини свого перебування на посаді. Пізніше він був професором і директором з досліджень Гарвардської школи бізнесу, де читав курси з бізнес-стратегії, організаційної поведінки та глобального управління.
Подольний вступив до Єльської школи менеджменту в 2005 році. Наступного року він очолив серйозну реструктуризацію навчальної програми Єльського університету MBA у відповідь на все більш складне та багатофункціональне глобальне середовище, в якому працюють підприємства та їх керівники.
1 листопада 2008 року Подольний пішов з посади декана, його замінила Шерон Остер, а на початку 2009 року зайняв посаду старшого віце-президента з людських ресурсів та декана нового підприємства Apple Inc., Apple University . Згодом Подольний пішов з цієї посади, але продовжує працювати деканом університету Apple та віце-президентом фірми.

## Дослідження
Подольний розробив соціологічну теорію ринкової конкуренції на основі статусної динаміки.
Для цього він досліджував різноманітні галузі, включаючи венчурний капітал, напівпровідники та інвестиційно-банківську діяльність .
Подольний також проводив дослідження про роль соціальних мереж у передачі інформації всередині організацій. Він є автором « Сигнали стану: соціологічне дослідження ринкової конкуренції» та співавтором (разом із Гартом Салонером та Андреа Шепард) підручника " Стратегічне управління ".